# Eriswil
Eriswil est une commune suisse du canton de Berne, située dans l'arrondissement administratif de Haute-Argovie.

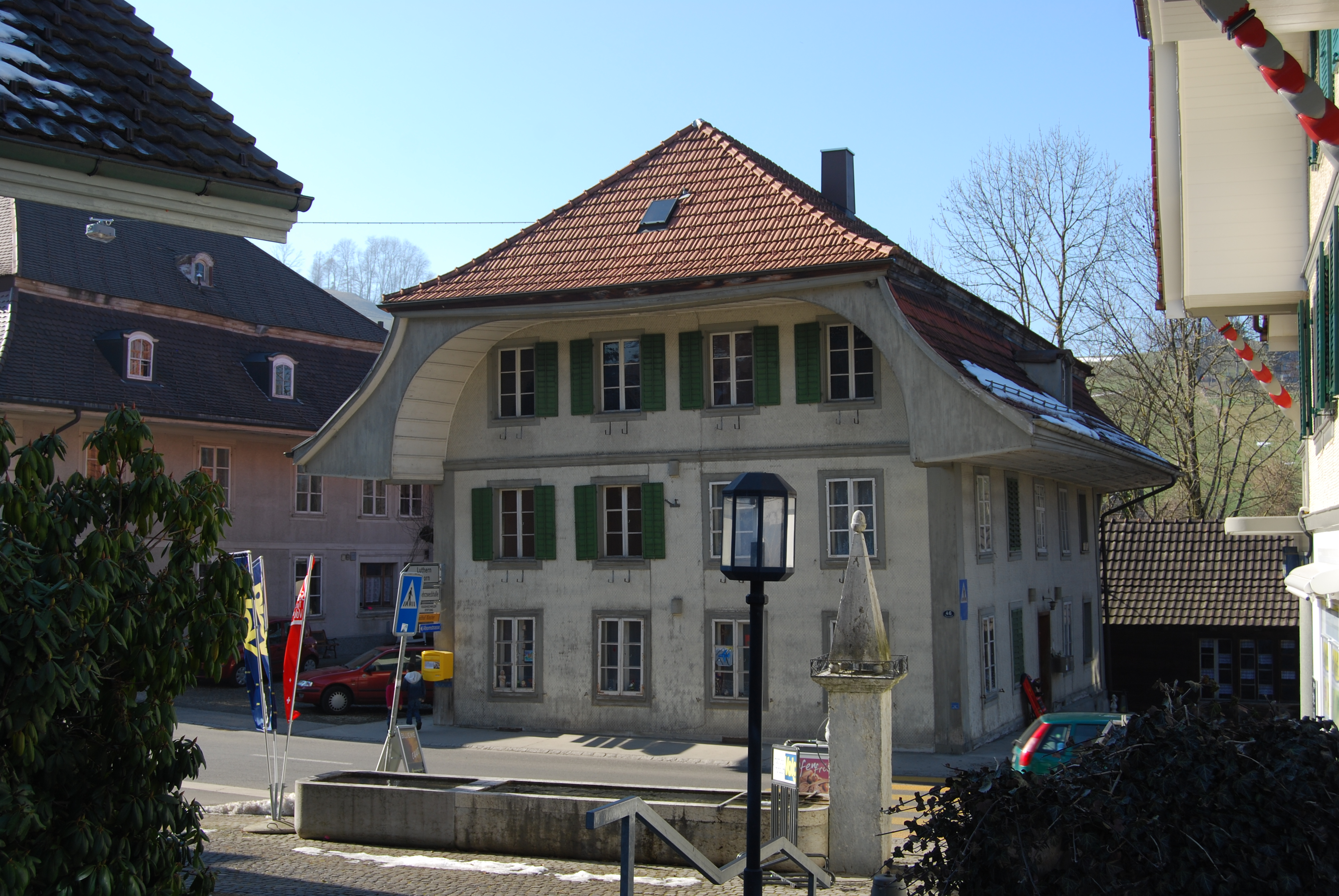
Eriswil

Photo aérienne par Walter Mittelholzer (1923)